# 大井川站
大井川站（日语：／ Ōigawa eki */?）是位於静岡縣志太郡大井川町（現時：燒津市），靜岡鐵道駿遠線的鐵路車站（廢站）。在全線廢除前，此站為駿遠線的終點站。

## 歷史
- 1914年（大正3年）9月3日 - 藤相鐵道藤枝新站（後來改名為新藤枝站）至此站之間開通，此站啟用[2]。
- 1915年（大正4年）11月 - 此站至大幡站之間開通[2]，成為中途站。
- 1943年（昭和18年）5月15日 - 在公司合併後，成為靜岡鐵道藤相線的車站。
- 1948年（昭和23年）9月6日 - 在路線合併後，成為靜岡鐵道駿遠線的車站。
- 1968年（昭和43年）8月22日 - 此站至堀野新田之間廢除[2]，此站變回終點站。
- 1970年（昭和45年）7月31日 - 新藤枝站至大井川站之間被廢除，此站也被廢除[2]。

## 現狀
在廢線後，遺址曾經變成靜岡鐵道公司附屬的商店，現時為住宅區。

## 相鄰車站
靜岡鐵道
駿遠線
上新田－大井川－遠州神戶

## 注腳
1. ↑  鉄道停車場一覧：昭和12年10月1日現在 國立國會圖書館數碼化收藏
2. 1 2 3 4  今尾惠介監修《日本鐵道旅行地圖帳 7號 東海》新潮社 31頁

## 相關項目
- 日本鐵路車站列表 O